# Pösen
Pösen ist ein Ortsteil der Gemeinde Bucha im Saale-Holzland-Kreis in Thüringen.

## Geografie
Der Weiler liegt nördlich des früheren Abschnittes der Bundesautobahn 4 bei Bucha, der durch den im Herbst 2014 freigegebenen Jagdbergtunnel bei Jena ersetzt wurde, im westlichen Leutratal. Neben Feldwegen ist der Weiler von Zimmritz aus über eine Brücke sowie von Bucha aus über eine Kreisstraße zu erreichen.

## Geschichte
Pösen soll um 1400 erstmals urkundlich erwähnt worden sein. Um 1700 wurde der Jenaer Rechtswissenschaftler Johann Bernhard Friese Erbherr von Pösen, 1715 folgte sein Sohn als Hofadvokat.